# 森昇三郎
森 昇三郎（もり しょうざぶろう、1892年10月20日 - 1967年4月21日）は、日本の実業家、政治家。衆議院議員（1期）。

## 経歴
愛媛県新居郡中萩村（現・新居浜市）生まれ。1918年、明治大学法律科卒。経済学研究のため、欧米諸国に留学する。帰国後十五銀行に入るが、東明銀行清算人となる。朝日土地(株)取締役、千代田商事(株)社長、日本肥料工業(株)専務取締役、帝国商事(株)取締役社長となる。
1932年の第18回衆議院議員総選挙において愛媛2区(当時)から立憲政友会公認で立候補して当選。1期務めた。1936年の第19回衆議院議員総選挙でも立候補したが途中で立候補を取り下げた。1937年の第20回衆議院議員総選挙でも立候補したが落選した。引退後は実業家に戻った。1967年死去。